# Чжэн Пинжу
Чжэн Пинжу́ (кит. трад. 鄭蘋如, упр. 郑苹如, пиньинь Zhèng Píngrú) — участница китайского Сопротивления. После неудачной попытки застрелить коллаборациониста Дин Моцуня (丁默邨) была арестована, а позже расстреляна. Послужила прообразом для главной героини фильма «Вожделение».

## Биография
Чжэн Чучжоу (聚川) родилась в 1914 или 1918 году в Хунани; была смешанного японо-китайского происхождения, её отец работал в судебной системе. После окончания школы вступила в социалистический кружок молодёжи. В 1922 году прибыла в Шанхай, вступила в Гоминьдан. Ещё до начала войны юная девушка вела образ жизни светской львицы, нередко появлялась на обложках шанхайских газет и была хорошо известна в высших кругах Шанхая. В годы японской оккупации Чжэн использовала свою привлекательную внешность, свободное владение японским (японкой была её мать) и известность в высших кругах Шанхая для выполнения задач гоминьдановской разведки.
В 1939 году Чжэн познакомилась с деятелем коллаборационистского правительства Дин Моцунем. В скором времени она получила приказ подготовить убийство Дина, которое должно было состояться 21 декабря 1939 года. Дин и Чжэн встретились в одном из меховых магазинов, где планировали совершить покупку. Несколько человек из числа службы разведки Гоминьдана стояли возле магазина, готовясь открыть огонь. К тому времени никто из них не знал, что Дину удалось узнать о планах убийц, а роль, отведённая Чжэн Пинжу, ему также была известна. Встретившись с Чжэн, Дин вручил ей чек на крупную сумму, со словами «Покупай сама» выскочил из магазина и, пробежав мимо обескураженных убийц, запрыгнул в бронированную машину, на которой и скрылся с места событий.
Через некоторое время Чжэн Пинжу была схвачена прояпонской полицией и спустя какое-то время расстреляна.